# Arthur Schawlow
Arthur Leonard Schawlow (Mount Vernon (New York), 5 mei 1921 – Palo Alto (Californië), 28 april 1999) was een Amerikaanse natuurkundige en Nobelprijswinnaar. Schawlow is het bekendste om zijn onderzoek naar lasers en hun toepassing in de spectroscopie bij Bell Labs.

## Biografie
Schawlows vader, Arthur Schawlow sr., was een Joodse immigrant uit Letland terwijl zijn moeder, Helen Mason, uit Canada kwam. Toen Arthur drie jaar oud was verhuisde het gezin – op aandringen van zijn moeder – naar Toronto, waar hij openbaar onderwijs genoot.
Op zijn zestiende voltooide hij zijn opleiding aan de Vaughan Road Academy (destijds  Vaughan Collegiate Institute) en ontving een studiebeurs in de wetenschap aan de universiteit van Toronto. Na het behalen van zijn bachelorgraad zette hij zijn opleiding voort maar deze werd onderbroken als gevolg van de Tweede Wereldoorlog. In die drie jaren doceerde hij natuurkunde aan militair personeel aan de universiteit van Toronto terwijl hij gelijktijdig werkte aan zijn mastergraad.
Na de oorlog begon hij aan zijn promotie aan de universiteit onder professor Malcolm Crawford. Na zijn promotie nam hij in de herfst van 1949 een post-doc baan aan bij Charles Townes bij de faculteit natuurkunde van de Columbia-universiteit.
In 1951 huwde hij Aurelia Townes, de jongste zus van Charles Townes; samen kregen ze drie kinderen: Arthur Keith, Helen Aurelia en Edith Ellen.
Eind 1951 accepteerde hij een positie bij Bell Labs in Murray Hill. Hij vertrok er in 1961 om hoogleraar te worden bij de Stanford-universiteit waar hij tot aan zijn pensionering in 1996 zou aanblijven. Hoewel zijn belangrijkste onderzoek gericht was op de optica, en dan met name lasers en hun toepassing in de spectroscopie, heeft hij bij Bell Labs ook onderzoek verricht naar supergeleiding en kernspinresonantie. Schawlow was mede-winnaar van de Nobelprijs voor de Natuurkunde in 1981, samen met Nico Bloembergen en Kai Siegbahn; zij kregen deze prijs uitgereikt voor hun bijdragen aan de laserspectroscopie.
Schawlow is ook coauteur van Microwave Spectroscopy (uit 1955), samen met Charles Townes. Tevens was hij met Townes betrokken bij het eerste laserpatent welke in 1958 door Bell Labs werd ingediend en die later door Gordon Gould werd betwist.

## Onderscheidingen
- Stuart-Ballantine Medal (1962) van het Franklin Institute
- Thomas Young Medal & Prize (1963) van het Institute of Physics (IoP)
- Morris Liebmann Memorial Award (1964) van het IEEE
- California Scientist of the Year (1973)
- Frederic Ives Medal (1976) van de Optical Society of America (OSA)
- National Medal of Science (1991)

Eredoctoraten van onder andere de universiteit Gent (1968), universiteit van Toronto (1970), universiteit van Bradford (1970), universiteit van Alabama (1984), Trinity College Dublin (1986), universiteit van Lund (1988) en erehoogleraar aan de East China Normal University in Shanghai (1979).